# Киттанинг (деревня)

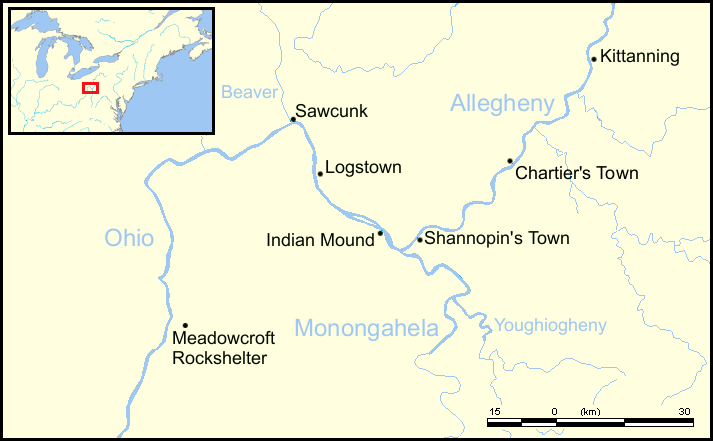
Киттанинг и другие индейские поселения в долине Огайо около 1750 г.

Киттанинг (англ. Kittanning, на делаварском Kithanink) — индейская деревня XVIII века, которая располагалась на реке Аллегейни на территории современного города Киттанинг, штат Пенсильвания. Деревня находилась на западной оконечности Киттанингской тропы, индейской дороги, соединяющей бассейны рек Огайо и Саскуэханны.
Вместе с Логстауном, Нижним Шонитауном, Сандаски и Пикавиллани, Киттанинг являлся одним из нескольких крупных многонациональных и автономных индейских поселений, состоящем из множества небольших разрозненных социальных групп — фрагментов деревень, расширенных семей или отдельных лиц, часто переживших эпидемии и многочисленные войны.
Киттанинг служил плацдармом для рейдов делаваров и шауни на британские колониальные поселения во время Войны с французами и индейцами, пока войска провинции Пенсильвания под командованием полковника Джона Армстронга не разрушили деревню 8 сентября 1756 года.

## Название
Название Киттанинг происходит от делаварского Китханинк, что означает «На главной реке». Кит означает «большой», хане — «горная река», а инк — суффикс, используемый в топонимах. «Главной рекой» делавары называли и Огайо, и Аллегейни — эти два водных потока они считали единой рекой. Ирокезы называли поселение Адего или Атика, французы — Атиге или Атике.

## История

### Основание и рост
Киттанинг был основан в 1724 году индейцами, мигрировавшими из восточной Пенсильвании по мере быстрого расширения европейских поселений. Первоначально деревня была заселена делаварами из кланов черепахи (Pùkuwànku) и индейки (Pële). В 1726 году французы вступили в контакт с жителями Киттанинга и другими поселениями коренных американцев на реке Аллегейни. К 1727 году пенсильванские торговцы, в том числе Эдмунд Картлидж, Джона Дэвенпорт и Джеймс Ле Торт, наряду с другими, торговали в деревне. Энтони Садовски основал торговый пост в Киттанинге в июне 1729 года.
В октябре 1731 года Джона Дэвенпорт и Джеймс Ле Торт в отдельных показаниях под присягой, сделанных перед вице-губернатором Патриком Гордоном, сообщили, что прошлой весной в Киттанинге проживало около 150 человек, большинство делаваров. Постепенно население деревни увеличивалось за счёт мигрировавших  делаваров, шауни и ирокезов, которые спасались от эпидемии оспы в 1733 году и засухи 1741 года, и превращалось в многонациональное сообщество.
24 апреля 1733 года вожди шауни в Киттанинге направили губернатору Пенсильвании Патрику Гордону петицию, в которой жаловались, что торговцы, не имеющие лицензий, привозят на продажу только ром, и просили разрешения уничтожить бочки со спиртным. Весной следующего года они отправили аналогичное письмо. Вожди также ходатайствовали о том, чтобы ни одному торговцу не разрешалось ввозить более 30 галлонов рома и только два раза в год, поскольку чрезмерное употребление алкоголя начинало оказывать социальное и экономическое воздействие на народ шауни. В 1745 году Пьер Шартье, лидер пекови-шауни, недовольный нежеланием властей провинции ограничить продажу алкоголя индейцам, возглавил исход более 400 шауни из Пенсильвании в Кентукки, чтобы основать новую общину Эскиппакитики.
Летом 1749 года губернатор Канады, Ролан-Мишель Баррен де Ла Галиссоньер, отправил в долину Огайо миссию во главе с Пьер-Жозефом Селороном де Бленвилем. Власти Новой Франции решили послать экспедицию через долину Огайо, чтобы заявить о своих притязаниях на этот регион, проложить дорогу и изгнать английских торговцев. Селорон прибыл в Киттанинг 6 августа 1749 года, но обнаружил, что деревня покинута, за исключением вождя делаваров и двух юношей. Через своего переводчика Филипп-Тома Шабера де Жонкера Селорон пригласил их на совет с участием лидеров местных племён, который должен был состояться в соседнем поселении Логстаун.

### Война с французами и индейцами
Жители Киттанинга не участвовали в разгроме Брэддока и не ввязывались в конфликт британцев и французов, сохраняя нейтралитет. Узнав, что ирокезы продали властям Пенсильвании большие участки земли в долине Огайо без их согласия, делавары и шауни направили делегацию, чтобы опротестовать эту сделку. Пенсильванцы не стали слушать индейских посланников и обвинив их в убийстве солдат Брэддока, казнили.
Лидеры делаваров и шауни были в ярости, выяснив, что случилось с их делегацией. Осенью 1755 года военные отряды индейцев начали совершать набеги на приграничные поселения Пенсильвании, Мэриленда и Виргинии. Шингас и Капитан Джейкобс, вожди делаваров, живущие в Киттанинге, возглавили десятки рейдов против британских колониальных поселений, убив и захватив в плен сотни колонистов и уничтожив большое количество ферм по всей западной и центральной Пенсильвании. Киттаннинг использовался как перевалочный пункт для этих набегов, где воины собирались для подготовки и куда сразу же после этого приводили пленных. К лету 1756 года более трёх тысяч колонистов были убиты или захвачены в плен, а многие пограничные общины в Пенсильвании и Виргинии были сожжены или покинуты. Колониальные правительства Пенсильвании и Виргинии стали выплачивать вознаграждение за скальпы индейцев.

### Разрушение
Губернатор Пенсильвании Роберт Хантер Моррис приказал построить форты с гарнизонами колониального ополчения, и в начале 1756 года были построены форт Огаста, форт Ширли, форт Литтлтон и форт Гранвилл. В конце июля 1756 года более сотни индейских воинов атаковали и сожгли форт Гранвилл, захватив в плен 27 солдат и гражданских лиц и убив командира форта, лейтенанта Эдварда Армстронга. Губернатор Моррис распорядился подготовить крупномасштабное нападение на индейцев, которое нанесло бы удар по их территории и уничтожило нескольких их лидеров. Провинциальные власти предложили большую награду за смерть Шингаса и Капитана Джейкобса.
31 августа подполковник Джон Армстронг во главе 300 солдат провинции Пенсильвания выдвинулся из форта Ширли. К 7 сентября колонна достигла окрестностей Киттанинга. На следующее утро Армстронг предпринял внезапную атаку на деревню. Многие жители Киттанинга бежали, но Капитан Джейкобс остался и защищался, призывая женщин и детей быстрее покинуть поселение и скрыться в лесу. Когда он отказался сдаться, его дом, как и другие дома в Киттанинге, был подожжён. Некоторые здания взрывались из-за бочек с порохом и части тел индейцев взлетели высоко в воздух, и падали на соседнее кукурузное поле. Капитан Джейкобс был убит и скальпирован после того, как выпрыгнул из своего дома в попытке спастись от огня. Согласно отчёту Армстронга, были сняты 12 скальпов и освобождены 11 пленников, в основном женщины и дети. Он подсчитал, что его люди убили от 30 до 40 индейцев.